# Françoise Bayard
Pour les articles homonymes, voir Bayard.
Françoise Bayard, née à Lyon en 1942, est une historienne moderniste française, spécialiste de l'histoire des finances de l'État moderne en France et de l'histoire de Lyon.

## Biographie

### Carrière
Françoise Bayard est née à Lyon en 1942. Son père est ouvrier-bijoutier. Elle est l'aînée de deux sœurs. Elle devient élève de l'école normale d'institutrices du département du Rhône en 1957, puis intègre en 1961 l'institut de préparation aux enseignements de second degré (IPES) de Lyon. Elle réussit l'agrégation d'histoire-géographie en 1966.
Après quelques années comme professeure en lycée, elle entre à l'Université Lumière-Lyon-II en 1970, d'abord comme assistante, puis maître-assistante de 1970 à 1981. Elle est maître-assistante à l’université de Grenoble de 1981 à 1983. Elle est ensuite maîtresse de conférences et enfin professeure des universités de 1990 à sa retraite en mars 2003. Elle devient alors professeure émérite.
Françoise Bayard est membre du Comité pour l'histoire économique et financière de la France de 1990 à 2012.

### Des finances de l'État moderne à l'histoire locale
En mars 1984, Françoise Bayard soutient sa thèse d'État, dirigée par Richard Gascon puis Maurice Garden, intitulée Finances et financiers en France dans la première moitié du XVIIe siècle. Ce travail est publié en 1988, sous le titre Le Monde des financiers au XVIIe siècle. À partir d'archives financières et notariales, Françoise Bayard y étudie le système fisco-financier de la France dans la première moitié du XVIIe siècle. Elle reconstitue le budget de la monarchie, au déficit chronique malgré des recettes croissantes, décrit les procédures financières et fiscales, notamment la généralisation des fermes et des traitants qui prêtent de l'argent au roi et enfin cherche à mesurer l'intégration des financiers dans la société.
Françoise Bayard participe ainsi, aux côtés de Daniel Dessert et de Philippe Hamon, à un renouveau historiographique qui démontre l'importance du système fiscal et financier dans la construction de l'État moderne en France aux XVIe – XVIIIe siècles,. Le Dictionnaire des surintendants et des contrôleurs généraux des finances du XVIe siècle à la Révolution française de 1789 qu'elle publie en 2000 avec Joël Félix et Philippe Hamon est salué comme un instrument de travail utile à la fois au spécialiste et à l'étudiant,,.
Françoise Bayard développe également une histoire culturelle du quotidien, à travers l'étude du contenu des poches, des boissons, du jeu et des plaintes face aux impôts.
Françoise Bayard ne néglige pas l'histoire locale et s'investit en particulier dans celle du canton de Saint-Laurent-de-Chamousset.

## Principales publications

### Finances et financiers

#### Ouvrages personnels
- Le Monde des financiers au XVIIe siècle, Paris, Flammarion, coll. « Nouvelle bibliothèque scientifique », 1998 (réimpr. 1992), 624 p. (ISBN 978-2-08-211177-5)[4].
- Des caisses du roi aux poches des cadavres : Une historienne à l’œuvre, Françoise Bayard. Textes réunis et présentés par Anne Béroujon, Delphine Estier et Anne Montenach, Grenoble, Presses universitaire de Grenoble, coll. « La Pierre et l'Écrit », 2015, 472 p. (ISBN 978-2-7061-2258-3, présentation en ligne, lire en ligne)[12].

### Ouvrages collectifs
- Françoise Bayard et François Monnier (dir.), L'Administration des finances sous l'Ancien Régime : Colloque tenu à Bercy les 22 et 23 février 1996, Paris, Comité pour l'histoire économique et financière, 1997, 427 p. (ISBN 978-2-11-088979-9)[13].
- Françoise Bayard et Philippe Guignet, L’Économie française aux XVIe, XVIIe et XVIIIe siècles, Gap, Ophrys, 1991, 264 p. (ISBN 978-2-7080-0645-4).
- Françoise Bayard (introduction et édition), Étienne de La Boétie, Discours de la servitude volontaire, Paris, Imprimerie Nationale, coll. « Acteurs de l’Histoire », 1992, 106 p.[14].
- Françoise Bayard et François  Robert (dir.) (Mélanges offerts à Pierre Ponsot), L’Ouvrier, l’Espagne, la  Bourgogne et la Vie provinciale : itinéraire d’un historien, Lyon, Presses universitaires de Lyon, 1994, 489 p. (ISBN 978-2-7297-0497-1, présentation en ligne).
- Françoise Bayard, Joël Félix et Philippe Hamon, Dictionnaire des surintendants et des contrôleurs généraux des finances du XVIe siècle à la Révolution française de 1789, Paris, Comité pour l'histoire économique et financière de la France, 2000, 216 p. (ISBN 978-2-11-090091-3, présentation en ligne)[7],[8],[9],[15].
- Françoise Bayard, Patrick Fridenson et Albert Rigaudière (dir.), Genèse des marchés : Colloque des 19 et 20 mai 2008, Paris, Comité pour l’histoire économique et financière de la France, coll. « Histoire économique et financière - XIXe – XXe siècles », 2015, 294 p. (ISBN 978-2-11-129385-4 et 978-2-8218-5396-6, DOI 10.4000/books.igpde.3889, lire en ligne).

### Histoire régionale et locale

#### Ouvrages personnels
- Vivre à Lyon sous l'Ancien Régime, Paris, Perrin, coll. « Vivre sous l'Ancien Régime », 1997, 352 p. (ISBN 978-2-262-01078-2, lire en ligne)[16].
- Maires  et  mairies  à  Saint-Genis-l’Argentière, 1789-2009, Saint-Laurent-de-Chamousset, Commission histoire de la communauté de communes Chamousset en Lyonnais, 2009, 144 p..
- Écoles, maîtres et élèves à Saint-Genis-l’Argentière de 1716 à nos jours, Saint-Laurent-de-Chamousset, Commission histoire de la communauté de communes Chamousset en Lyonnais, 2012, 222 p..

#### Ouvrages collectifs
- Françoise Bayard (dir.), Le canton de Saint-Laurent-de-Chamousset, 1789-1799, Saint-Laurent-de-Chamousset, SIVOM et Centre social et culturel du canton de Saint-Laurent-de-Chamousset, 1989, 249 p..
- Françoise Bayard et Bernard Madaran, D’une République à l’autre, le canton de Saint-Laurent-de-Chamousset de 1848 à 1875, Saint-Laurent-de-Chamousset, Commission histoire du SIVOM de Saint-Laurent-de-Chamousset, 1993, 267 p..
- Françoise Bayard, Marc Carbonare et Christine Delpal, Lyon, intelligence d’une ville, Rennes, Ouest France, 1995, 115 p..
- Françoise Bayard et Bernard Madaran, La Belle Époque. Le canton de Saint-Laurent-de-Chamousset de 1878 à 1914, Saint-Laurent-de-Chamousset, Communauté de communes du canton de Saint-Laurent-de-Chamousset, 1997, 261 p..
- Françoise Bayard (dir.), Saint-Laurent-de-Chamousset et sa région : Actes des journées d’étude de Saint-Clément-les-Places, Saint-Laurent-de-Chamousset, Commission histoire de la communauté de communes du canton de Saint-Laurent-de-Chamousset, 2001, 245 p..
- Françoise Bayard et Bernard Comte, L'université Lyon : 1973-2004, Lyon, Presses Universitaires de Lyon, 2004, 384 p. (ISBN 978-2-7297-0758-3).
- Françoise Bayard (dir.), Agriculture et agriculteurs dans le canton de Saint-Laurent-de-Chamousset de 1836 à nos jours, Saint-Laurent-de-Chamousset, Commission histoire de la communauté de communes du canton de Saint-Laurent-de-Chamousset, 2005, 416 p..
- Françoise Bayard, Jean-Pierre Houssel, André Pelletier et Michel Rubellin, Les Monts du Lyonnais, Châtillon-sur-Chalaronne, Éditions La Taillanderie, 2005, 240 p..
- Françoise Bayard, Jacqueline Bouchet et Michel Cassan (dir.), Henri IV et Lyon : la ville du XVIIe siècle, Lyon, Éditions lyonnaises d'art et d'histoire, 2005, 152 p..
- André Pelletier, Jacques Rossiaud, Françoise Bayard et Pierre Cayez, Histoire de Lyon : des origines à nos jours, Lyon, Éditions lyonnaises d'Art et d'Histoire, 2007, 956 p. (ISBN 978-2-84147-190-4).

## Décorations
- Chevalière de la Légion d'honneur (17 avril 2003)[1],[17].
- Officière de l'ordre des Palmes académiques[1].